# Леонардо Сандрі
Його Високопреосвященство Леона́рдо Са́ндрі (ісп. Leonardo Sandri; нар. 18 листопада 1943, Буенос-Айрес — кардинал Римо-Католицької церкви, дипломат Святого Престолу, титулярний архієпископ Емонський (суч. Чіттанова, побл. Венеції), префект Конгрегації Східних Церков.

## Біографія
Леонардо Сандрі народився 18 листопада 1943 р. у аргентинській столиці. Вивчав теологію та філософію і 2 грудня 1967 р. отримав пресвітерську ординацію. Поступивши на дипломатичну роботу при Святому Престолі був направлений до апостольської нунціатури у Мадагаскарі у 1974 р. У 1977—1989 рр. працював при Державному секретаріаті.
Отримавши 15 червня 1989 р. звання прелата Його Святості був направлений до апостольської нунціатури у США де перебував до 1991 р. 22 серпня 1991 р. був призначений папою Іваном Павлом II регентом Префектури Папського дому, а 2 квітня 1992 р. асесором (асистентом заступника державного секретаря) Державного секретаріату у загальних справах. 22 липня 1997 р. Леонардо Сандрі був призначений титулярним архієпископом Емонським та апостольським нунцієм до Венесуели, рукоположений у єпископи 11 жовтня того ж року у Базиліці св. Петра державним секретарем кардиналом Анджело Содано у співслужінні з кардиналом Хуаном Карлосом Арамбуру, колишнім архієпископом Буенос-Айресу та Джованні Баттиста Ре, тодішнім заступником державного секретаря у загальних справах. У березні 2000 р. був переведений до Мексики, але вже 16 вересня того ж року був призначений на посаду заступника державного секретаря Святого Престолу у загальних справах.

## Префект та кардинал
Після обрання на Апостольський Престол нового папи — Бенедикта XVI архієпископ Сандрі ще майже два роки пропрацював на посаді заступника держсекретаря. Але 9 червня 2007 р. він був призначений про-префектом Конґрегації Східних церков, замінивши кардинала Ігнатія Мусу Дауда. На кардинальській консисторії, що відбулася 24 листопада 2007 р., папа Бенедикт XVI призначив архієпископа Сандрі кардиналом-дияконом з дияконією Santi Biagio e Carlo ai Catinari.